# Sinoxylon cucumella
Sinoxylon cucumella är en skalbaggsart som beskrevs av Pierre Lesne 1906. Sinoxylon cucumella ingår i släktet Sinoxylon och familjen kapuschongbaggar. Inga underarter finns listade i Catalogue of Life.